# Некооперативна гра
Некооперативна гра — в теорії ігор, гра в якій гравці приймають рішення незалежно один від одного. Більш точно, некооперативною грою називається математична модель взаємодії декількох сторін (гравців), в процесі якого вони не можуть формувати коаліції та координувати свої дії.

## Некооперативна гра в нормальній формі
Некооперативною грою в нормальній формі називається трійка {\displaystyle \Gamma =\langle I,\ S_{i},\ H_{i}\rangle }, де {\displaystyle \ I} — множина учасників гри (сторін, гравців); {\displaystyle \ S_{i}} — множина стратегій учасника {\displaystyle \ i\in I}; {\displaystyle \ H_{i}} — функція виграшу учасника {\displaystyle \ i}, визначена на множині ситуацій {\displaystyle \ S=\prod \nolimits _{i\in I}S_{i}} та відображає його в множину дійсних чисел.
Некооперативна гра в нормальній формі передбачає такий порядок розігрування.
1. Гравці одночасно та незалежно один від одного вибирають з множин {\displaystyle \ S_{i}} свої стратегії. Вектор стратегій {\displaystyle \ s=(s_{1},s_{2},...,s_{n})} всіх гравців являє собою
ситуацію в грі.
2. Кожний гравець отримує виграш, який визначається значенням функції {\displaystyle \ H_{i}(s)}, на цьому взаємодія між ними припиняється.
Нормальна форма гри описує статичну взаємодію гравців, не передбачаючи можливості послідовних ходів, накопичення інформації про дії суперника та повторюваного взаємодії. Для моделювання цих аспектів використовується розгорнута форма гри.

## Некооперативна гра в розгорнутій формі
Некооперативна гра в розгорнутій формі з множиною гравців {\displaystyle \ I} представляється з використанням орієнтованого дерева (дерева гри) наступним чином.
Вершини дерева є станами (позиціями), в яких може перебувати гра, ребра — ходи , які можуть використовувати гравці. Передбачається, що в кожній позиції може здійснювати хід не більше одного гравця.
Виокремлюють три види позицій у грі:
- початкова , що є корнем дерева (вершиною, яка не має вхідних ребер);
- проміжні , що мають вхідні та вихідні ребра;
- термінальні , що мають лише вхідні ребра.

Початкова та проміжні позиції утворюють множину нетермінальних  позицій.
Для кожної вершини дерева {\displaystyle \ v}, відповідної нетермінальний позиції, визначений гравець {\displaystyle \ i}, який здійснює в ній хід
і множина ходів цього гравця {\displaystyle \ S_{v}}. Кожному ходу {\displaystyle \ s\in S_{v}} відповідає ребро, що виходить з вершини {\displaystyle \ v}.
Для врахування недосконалості інформації, наявної у гравців, нетермінальні вершини можуть об'єднуватися в позиційні ігри.
Для кожної вершини {\displaystyle \ v}, відповідної термінальної позиції, визначені функції виграшу всіх гравців {\displaystyle \ H_{i}(v)}.
Гра передбачає такий порядок розігрування:
1. Гра починається з початкової позиції.
2. У будь-якій нетермінальний позиції {\displaystyle \ v} гравець, що має в ній право ходу, вибирає хід {\displaystyle \ s\in S_{v}}, внаслідок чого гра потрапляє до наступної позиції, якій належить ребро, відповідне ходу {\displaystyle \ s}. Якщо ця позиція є нетермінальною, то повторюється п. 2.
3. Якщо гра потрапляє до термінальної позиції {\displaystyle \ v}, то всі гравці отримують виграші {\displaystyle \ H_{i}(v)}, і гра завершується.

## Принципи оптимальності
Основним принципом оптимальності стратегій для некооперативних ігор в нормальній формі є рівновага Неша, заснована на неможливості відхилень учасників від обраних стратегій. До теперішнього часу розроблено сімейство принципів, заснованих на рівновазі Неша, і мають назву очищення рівноваги Неша (Nash equilibrium refinements), найчастіше використовуваними серед яких є:
- рівновага тремтячої руки;
- власна рівновага;
- сильна рівновага.

Менш універсальними, використовуваними в окремих класах некооперативних ігор, є такі принципи:
- ε-рівновага;
- рівновага в домінуючих стратегіях;
- рішення гри по домінуванні;
- рівновага в обережних стратегіях.

Для некооперативних ігор в розгорнутій формі також використовуються принципи оптимальності, засновані на рівновазі Неша, але враховують специфіку динамічної взаємодії гравців. До основних з них належать:
- рівновага, вчинена за зразками під-ігор;
- секвенційна рівновага;
- сильна секвенційна рівновага.

## Приклади
- Дилема ув'язненого
- Трагедія громад